# Prušánky
Prušánky är en ort i Tjeckien.   Den ligger i distriktet Okres Hodonín och regionen Södra Mähren, i den sydöstra delen av landet, 230 km sydost om huvudstaden Prag. Prušánky ligger 183 meter över havet och antalet invånare är 2 145.
Terrängen runt Prušánky är platt.Runt Prušánky är det ganska tätbefolkat, med 90 invånare per kvadratkilometer. Närmaste större samhälle är Břeclav, 10,6 km sydväst om Prušánky. Omgivningarna runt Prušánky är en mosaik av jordbruksmark och naturlig växtlighet.